# 루펜고사우루스
루펜고사우루스(Lufengosaurus)는 중생대 쥐라기 전기에 서식한 초식공룡으로, 원시용각류의 일종이다. 화석이 처음 발견된 곳은 1941년 중국 운남성 루펜이라는 지역으로, 이 지명에 따라 학명이 지어졌고, '루펜 도마뱀'의 의미이다. 전체 몸 길이는 약 4~7m정도로 추정된다. 유럽에서 발견된 브라키오사우루스 공룡과 흡사하다.